# Ancla (tema iconográfico)
Como tema iconográfico, el símbolo del ancla o áncora fue usado ya por los artistas que habitaban en las zonas que circundan al Mar Mediterráneo para representar la navegación marítima. Por el hecho de mantener una embarcación fija en el mar, también se constituyó en alegoría de la esperanza o de la salvación. Por ser una masa de peso que retiene al navío, el ancla se considera un símbolo universal de firmeza, solidez, tranquilidad y fidelidad. En medio de la movilidad del mar (emociones) y de los elementos, ella es lo que fija, ata, inmoviliza o asegura.
En el cristianismo, el ancla se convirtió en símbolo de Cristo quien evita el «naufragio espiritual». Entre los poetas místicos, el áncora y la cruz unidas (cruz-ancla) expresa la voluntad de no abandonarse a los remolinos de la sensibilidad humana, fijando la voluntad a la cruz de Cristo como fuente de toda gracia.

## El símbolo del ancla en Grecia y Roma

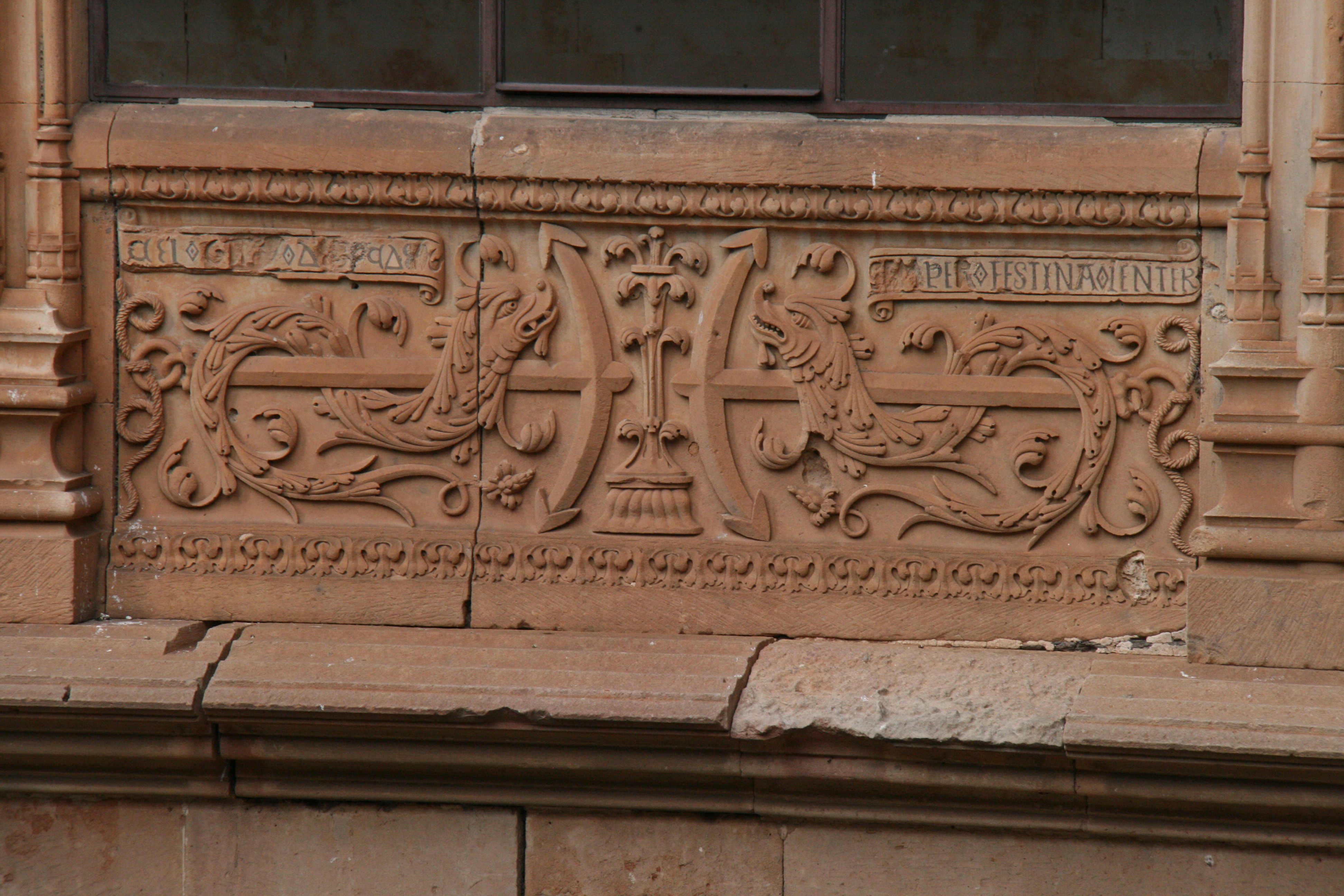
Sexto enigma de la Universidad de Salamanca. Contiene dos anclas con dos delfines estilizados enroscados en sus espigas, y el lema «Siempre apresúrate lentamente», en griego y en latín.

El ancla era considerada la última salvaguarda del marino en la tempestad, por lo cual se la asociaba con la esperanza, que queda como sostén ante las dificultades de la vida. En las civilizaciones griega y romana simbolizaba asimismo el conflicto de la tierra y el agua, de lo sólido y lo líquido. Así, se la encuentra en algunas monedas griegas y romanas, donde aparece también como atributo de Neptuno o de «Annona».
El ancla simbolizaba también la parte estable del ser humano, aquello que permite guardar una lucidez calma ante la oleada de sensaciones y sentimientos. Puede ser también una barrera o un retardo: eso es lo que significa cuando, ligada el ancla a un delfín (símbolo de fortaleza y velocidad), aparece como ilustración de la divisa del emperador César Augusto: Festina lente (Apresúrate lentamente), lema que más tarde acuñaron los emperadores Tito y Domiciano.
Se han encontrado imágenes de anclas en tumbas paganas, pero al parecer no se quería con ello dar un sentido religioso al símbolo sino solo mostrar elementos relacionados con la profesión del difunto.

## El símbolo del ancla en el cristianismo

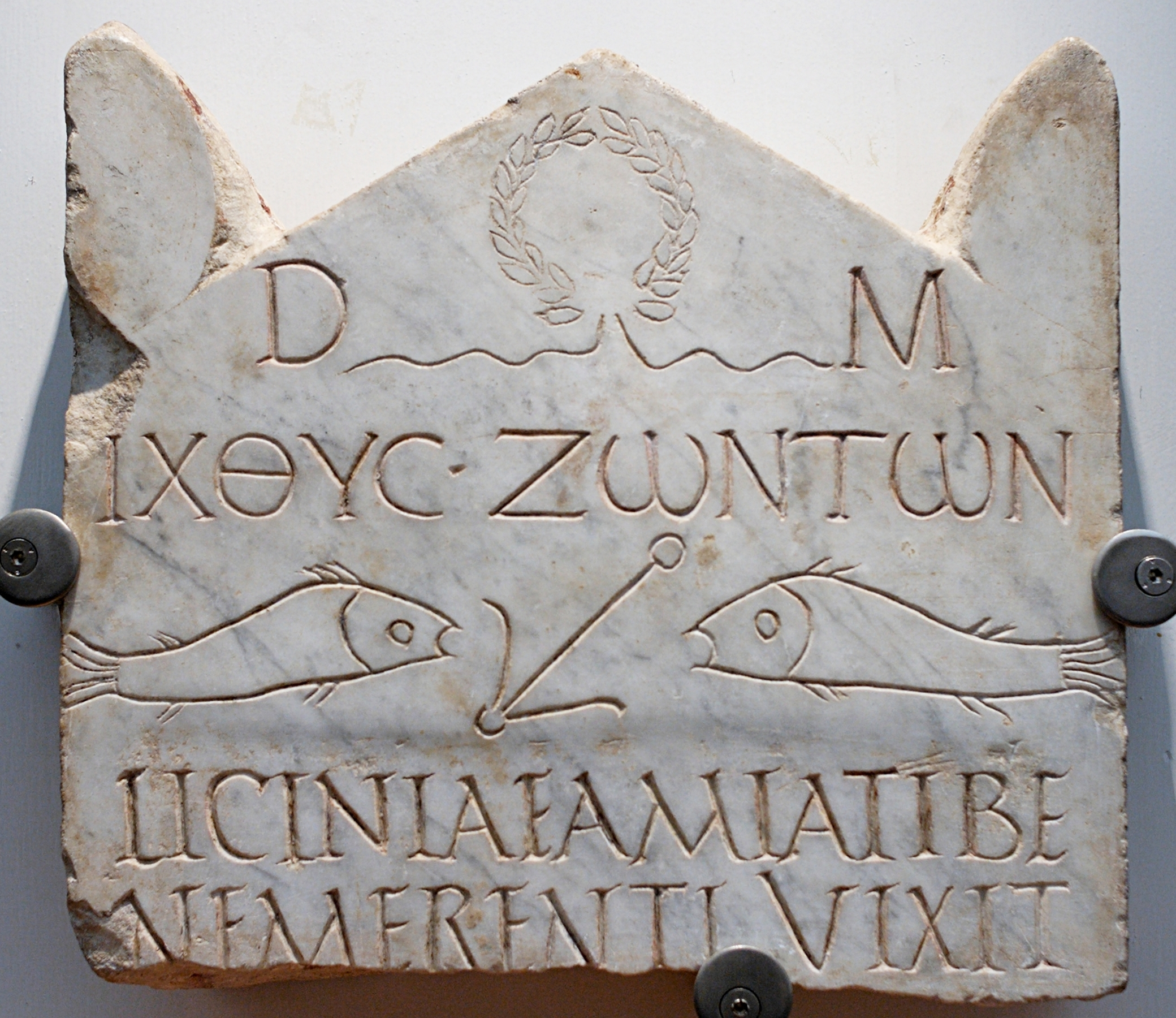
Estela funeraria de Licinia Amias, una de las evidencias epigráficas cristianas más antiguas en la que se registra un ancla como símbolo. La misma se observa en el nivel intermedio, acompañada de las figuras de dos peces. El mármol pertenece a la necrópolis vaticana de Roma y data del siglo III d. C.

El uso simbólico del ancla en el cristianismo se relaciona con la cita de la carta a los Hebreos (cf. Hb 6, 19) donde se hace referencia a las promesas de Dios en Jesucristo como esperanza de los cristianos, un ancla:

(...) asiéndonos a la esperanza propuesta, que nosotros tenemos como segura y sólida ancla de nuestra alma (...)
Hebreos 6, 18c-19

A partir de ese texto se dio un uso continuo de esta imagen por parte de los Padres de la Iglesia, especialmente san Agustín y san Juan Crisóstomo. Así en las representaciones de arte paleocristiano, el ancla simbolizó la fe y la esperanza en la resurrección, en la vida feliz con Dios. El ancla (esperanza), unida al pez (que representa a Cristo) indicaba entonces la esperanza en Cristo. Con esta simbología se la encuentra en las catacumbas de san Sebastián, de san Calixto y de Priscila, y en otros lugares (no solo cementerios) durante los primeros cuatro siglos de la era cristiana. 
La cruz-ancla (que incorpora un travesaño horizontal en la espiga vertical del ancla) es un tema usado para significar la pasión de Jesús. Muchas veces se une a esta representación la del pez o del delfín, que representa a Cristo crucificado (ver primera imagen del artículo).